# مارکو باندیرا
مارکو باندیرا (ایتالیایی: Marco Bandiera؛ زادهٔ ۱۲ ژوئن ۱۹۸۴) دوچرخه‌سوار اهل ایتالیا است.
از باشگاه‌هایی که در آن رکاب زده‌است می‌توان به اندرونی جوکاتولی–سیدرمک، تیم یوای‌ئی امارات، تیم یوای‌ئی امارات، تیم کاتیوشا–آلپتسین، تیم کوئیک‌استپ فلورز، و آی‌ای‌ام سایکلینگ اشاره کرد.